# Jean-Baptiste Ollitrault de Kéryvallan
Jean-Baptiste Ollitrault de Kéryvallan OCR (* 13. April 1862 in Quintin (Côtes-d’Armor); † 25. Februar 1929 in Rom) war ein französischer römisch-katholischer Geistlicher, Trappist, Abt und Generalabt.

## Leben und Werk
Ollitrault (fälschlich auch: Ollitraut) wuchs als Halbwaise in Le Quillio in der Bretagne auf. Er besuchte das Kleine Seminar in Plouguernével und das Priesterseminar der Maristenpatres in Saint-Brieuc. Ab Januar 1884 lebte er als Maristennovize (außerhalb der kirchenfeindlichen Dritten Republik) in Paignton in England, verließ jedoch den Missionsorden wieder und trat im Juni 1885 in das Kloster Melleray der Trappisten ein. Dort wurde er 1888 zum Priester geweiht und war (nach der Feierlichen Profess 1890) Subprior und Novizenmeister. 1901 aufgrund seiner Englanderfahrung nach Devon geschickt, gründete er nördlich Kingsbridge das Exilkloster Wood Barton, wo er bis zur Auflösung (mit Wechsel in das Trappistenkloster Divielle) Oberer war. 1919 wurde er zum Abt von Melleray gewählt und 1922 (als Nachfolger von Augustin Marre) zum dritten Generalabt der Zisterzienser der strengeren Observanz (Trappisten) und Abt von Kloster Cîteaux. Er starb in Rom und wurde im Kloster Tre Fontane beigesetzt.
Ollitrault hatte den Republikaner Louis-Adolphe Robin-Morhéry (1805–1864) zum (eingeheirateten) Onkel.

## Werke
- (Hrsg.) Psalterium Davidicum ad usum Sacri Ordinis Cisterciensis per hebdomadam dispositum cum canticis, hymnis, suffragiis necnon officio defunctorum juxta ejusdem ordinis breviarium cumque supplemento ad antiphonalia, cura RR. DD. Joannis Baptistae Ollitrault de Kéryvallan abbatis generalis Ordinis Cisterciensium Strictioris Observantiae, Westmalle, Typographia Ordinis Cisterciensium Strictioris Observantiae, 1925.